# Thracian
HMS Thracian (D86) war ein Zerstörer der britischen Marine. Der Bau des Zerstörers wurde noch während des Ersten Weltkrieges begonnen, das Schiff aber erst nach dem Kriegsende auf einer Staatswerft fertiggestellt. Der Zerstörer gehörte zu den 67 Einheiten der S-Klasse, von der noch elf Einheiten im Zweiten Weltkrieg eingesetzt wurden.
1939 diente der Zerstörer mit den Schwesterschiffen Tenedos und Thanet bei der Hafenschutzflottille Hongkong. Der Zerstörer verblieb im Dezember 1941 dort als größtes britisches Kriegsschiff. Die Japaner setzten nach der Besetzung der britischen Kolonie das auf Grund gesetzte Schiff wieder in Stand und nutzen es ab Ende 1942 als Geleitboot mit der Nummer 101 und ab 1944 als Ausbildungsschiff.

1945 wurde der Zerstörer im japanischen Marinehafen Yokosuka gefunden und nach Hongkong überführt. Dort wurde die ehemalige Thracian zum Abbruch verkauft und 1947 verschrottet.

## Geschichte derThracian
Der Bauauftrag für die HMS Thracian wurde Juni 1917 an die Werft von Hawthorn, Leslie & Company in Hebburn vergeben. Die Werft am Tyne hatte 1895 mit der Sunfish ihren ersten Zerstörer für die Royal Navy fertiggestellt. In Zusammenarbeit mit dem benachbarten Turbinenhersteller Parsons entstandenen die Prototypen Viper und Velox mit Turbinenantrieb. Mit dem ersten Einbau einer Turbinenanlage in einen Serienzerstörer der River-Klasse, Eden, hatte die Werft einen großen Anteil an der Einführung dieses Antriebs. Bis zum Kriegsbeginn lieferte die Werft 31 Zerstörer fast aller Klassen an die Royal Navy. Während des Ersten Weltkriegs folgten weitere 25 Zerstörer und zwei Leichte Kreuzer (Champion, Calypso).
Für die Bauwerft war Thracian Teil eines Auftrags für vier Zerstörer der S-Klasse. Als sie den Auftrag erhielt, hatte sie seit Kriegsbeginn die beiden vorgenannten Leichten Kreuzer, den Flottillenführer Marksman und dreizehn Zerstörer an die Navy abgeliefert. Auf der Werft befanden sich fünf Zerstörer der V- und W-Klasse im Bau und sie hatte Aufträge für zwei Flottillenführer der Scott-Klasse erhalten, deren Kiellegung im Oktober 1917 erfolgte. Die Kiellegung des ersten S-Zerstörers der Werft verzögerte sich daher bis zum 14. November 1917. Die drei Schwesterschiffe der Thracian, Tenedos, Thanet und Turbulent, wurden bis zum Jahresende 1917 begonnen, liefen ab Oktober 1918 vom Stapel und wurden zwischen Juni und Oktober 1919 abgeliefert. Nach dem Auftrag für die vier S-Zerstörer erhielt Werft 1918 noch den Auftrag für drei weitere Zerstörer der W-Klasse, von denen zwei auch begonnen wurden. Der Auftrag für diese Schiffe wurde jedoch bei Kriegsende storniert.

Die Kiellegung der Thracian als Neubau N°512 erfolgte am 17. Januar 1918 und sie lief erst nach Kriegsende am 5. März 1920 vom Stapel.
Das unfertige Schiff wurde im April 1920 nach Sheerness geschleppt und bis zum 21. April 1922 auf der dortigen Marinewerft fertiggestellt.
Die Zerstörer der S-Klasse hatten eine Verdrängung von 1075 ts bei einer Länge von 84,1 Metern. Angetrieben wurden sie von drei Yarrow-Kesseln mit Ölfeuerung und von Brown-Curtis-Getriebeturbinen, die über zwei Wellen mit 27.000 PS eine Höchstgeschwindigkeit von 32 Knoten ermöglichten. Die geplante Höchstgeschwindigkeit von 36 Knoten wurde nicht erreicht. Die Besatzung der Boote umfasste 99 Mann bei sechs Offizieren.
Bewaffnet wurden die Boote mit drei 102-mm-Mk.IV-Schnellfeuerkanonen und einem 40-mm-Flugabwehrgeschütz. Dazu verfügte sie über fünf Maschinengewehre der Typen Vickers und Lewis für Landungskommandos sowie zwei 21-Zoll-Torpedorohr-Zwillingsrohrsätze. Die Boote hatten zwei Wasserbombenwerfer und zwei Ablaufbahnen für Wasserbomben.

### Einsatzgeschichte
Die Thracian wurde zuerst der „Nore Reserve“ übergeben und dann Ende 1923 der 8th Destroyer Flotilla der Atlantic Fleet zugeteilt. Die Flottille bestand aus dem Flottillenführer Broke der Shakespeare-Klasse und sieben Zerstörern der „S“-Klasse, die meist nur über eine reduzierte Besatzung verfügten.

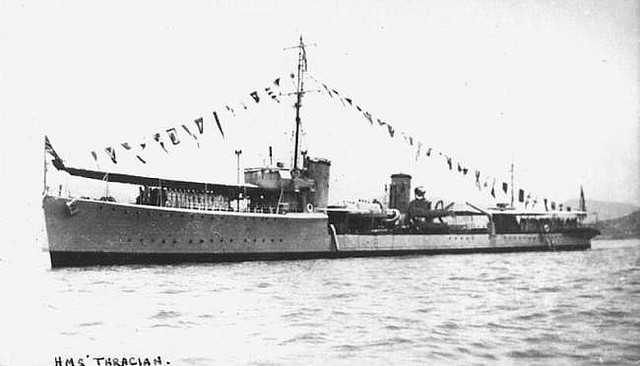
Thracian, 1928 in Hongkong

1927 wurde die Flottille aktiviert und wegen der dortigen Unruhen zur China Station verlegt, wo die Thracian und ihre Schwesterschiffe Sepoy, Seraph, Serapis, Sirdar, Somme, Stormcloud und Sterling bis 1931 verblieben. Nach der Umrüstung der Flottille auf Zerstörer der „W“-Klasse kehrten die Zerstörer der „S“-Klasse in die Heimat zurück und kamen zur Reserve. Die Thracian gehörte mit den „S“-Zerstörern Scimitar und Scout wieder zur „Nore Reserve“.
1936 kam die Thracian wieder in den Fernen Osten und wurde in Hongkong stationiert. Dorthin war im Vorjahr schon das Schwesterschiff Tenedos verlegt worden. 1937 kamen dann noch Thanet und Scout hinzu.
Seit Herbst 1938 war Hongkong von China im näheren Bereich abgeschnitten, nachdem die Japaner nahe der Kronkolonie auf dem Festland gelandet waren, den Küstenbereich gegen geringen Widerstand der Chinesen eroberten und die europäischen Kolonien Hongkong und Macao von einem unmittelbaren Zugang zu China abriegelten. Die Zerstörer sicherten das Hoheitsgebiet um die Kronkolonie und den Zu- und Abgang der dort anfangs noch stationierten U-Boots-Flottille.
Bei Kriegsbeginn in Europa befanden sich Thracian und Thanet in Hongkong, während die beiden anderen Zerstörer in Singapur ab dem 4. September 1939 mit der Auslegung der geplanten Minensperren zum Schutz des britischen Hauptstützpunktes im Fernen Osten begannen. Nach dem Eintreffen der von Europa in den Fernen Osten verlegten Stronghold kehrte Scout im Oktober wieder nach Hongkong zurück. Die Zerstörer Sturdy (dessen Verlegung im Mittelmeer abgebrochen wurde), Scimitar und Sardonyx der S-Klasse, die ursprünglich bis 1940 auch dorthin verlegt werden sollten, verblieben in Europa.
Als Japan im Dezember 1941 die Alliierten angriff, gelang es Thanet  und Scout noch rechtzeitig, Hongkong zu verlassen und über die Philippinen und Niederländisch-Indien nach Singapur zu entkommen. Die zurückgelassene Thracian beteiligte sich an der erfolglosen Verteidigung der Kronkolonie und wurde Weihnachten 1941 selbst versenkt.
Die auf derselben Bauwerft gebauten Thanet und Tenedos sowie die Stronghold gingen 1942 im Kampf gegen die Japaner verloren; Scout überlebte den Zweiten Weltkrieg als Wohnschiff in Trincomalee, fünf weitere Zerstörer der S-Klasse waren bei Kriegsschluss noch in Großbritannien vorhanden. Die auch bei Hawthorn Leslie von 1917 bis 1919 entstandene Turbulent war schon 1936 abgebrochen worden.

### Thracianin japanischen Diensten
Die in Hongkong in flachem Wasser selbstversenkte Thracian wurde von den Japanern im Juli 1942 gehoben und als Geleitboot Patrol Vessel No.101 (第101号哨戒艇) am 25. November 1942 für die japanische Flotte in Dienst gestellt. Der ehemalige Zerstörer war neu bewaffnet und nutzte nur noch zwei Kessel, was die Maschinenleistung reduzierte und nur noch eine Höchstgeschwindigkeit von 25 kn ermöglichte.

Das Beuteschiff wurde dem Yokosuka Naval District unterstellt und sicherte in diesem Bereich den japanischen Küstenverkehr. Im März 1944 wurde die ehemalige Thracian in Yokosuka Schul- und Versuchsschiff für japanische Radaranlagen. Nach der Kapitulation Japans wurde der alte Zerstörer dort entdeckt und im Oktober 1945 den Briten in Hongkong zurückgegeben. In der britischen Kronkolonie erfolgte dann der Abbruch des Schiffs ab Februar 1946.